# 嘉芙蓮·史高西斯
嘉芙蓮·史高西斯（英語：Catherine Scorsese，婚前姓卡帕（Cappa）；1912年4月16日—1997年1月6日）是一名美國女演員，以及導演馬田·史高西斯的母親。有意大利血統的她，開始在她兒子馬田·史高西斯的電影《It's Not Just You, Murray!》中演出。她經常扮演意大利母親的角色，也許最出名的是她在她兒子的電影《盜亦有道》中的演出。她也在她兒子以外的電影中演出。她與查爾斯·史高西斯結婚。她的父親馬田·卡帕（Martin Cappa）是一名舞台協調員，而她的母親多梅尼卡（Domenica） 是一名商店老闆。她曾出版一本食譜《Italianamerican: The Scorsese Family Cookbook》。

## 影視作品
- 《It's Not Just You, Murray!》（1964年）–母親
- 《誰在敲我的門》（Who's That Knocking at My Door，1967年）–母親
- 《窮街陋巷》（Mean Streets，1973年）–女人（未掛名）
- 《Italianamerican（英语：Italianamerican）》（1974年）–她自己
- 《喜劇之王》（The King of Comedy，1983年）–Rupert的母親
- 《Easy Money（英语：Easy Money (1983 film)）》（1983年）–Nicky Cerone的母親
- 《The Muppets Take Manhattan（英语：The Muppets Take Manhattan）》（1984年）–（未掛名）
- 《三更半夜》（After Hours，1985年）–年老的女士（未掛名）
- 《Wise Guys》（1986年）–生日賓客
- 《月滿抱佳人》（Moonstruck，1987年）–麵包店的顧客
- 《盜亦有道》（Goodfellas，1990年）–Mrs. DeVito，Tommy的母親
- 《教父第三集》（The Godfather Part III，1990年）–咖啡館的女人
- 《海角驚魂》（Cape Fear，1991年）–顧客
- 《心外幽情》（The Age of Innocence，1993年）–（未掛名）
- 《Men Lie》（1994年）–孫女的證人
- 《賭城風雲》（Casino，1995年）–Piscano的母親（最後一部電影角色）

## 外部連結
- Catherine Scorsese at Fact Monster（页面存档备份，存于）
- Catherine Scorsese在互联网电影资料库（IMDb）上的資料（英文）
- 在Find a Grave上的嘉芙蓮·史高西斯